# Il buon soldato
(Questa è la storia più triste che io abbia mai sentito, incipit de Il buon soldato)
Il buon soldato è un romanzo di Ford Madox Ford pubblicato nel 1915.

## Trama
John Dowell e la moglie Florence sono due ricchi americani. Lui è il protagonista e la voce narrante del libro; qui racconta e ricostruisce, alla morte della moglie, la tormentata storia dell'amicizia che li ha legati a una coppia di nobili inglesi, gli Ashburnham: un sodalizio durato ben nove anni basato apparentemente sull'affetto e sul rispetto reciproco fino alla dipartita della consorte. Vittima degli inganni della moglie, John, riandando indietro con la memoria e rievocando vari episodi in un ordine non cronologico, ha modo di trovare sempre nuovi indizi per riconsiderare quell'amicizia, sviluppata nel tempo durante gli incontri nell'elegante località termale di Nauheim, in Germania, come un continuo succedersi di intrighi e corruzione. A sorprendere saranno soprattutto le rivelazioni concernenti il capitano Edward Ashburnham: emblema del tipico "buon soldato" e tuttavia lesto nell'infrangere ogni codice di condotta morale in nome di un'irrefrenabile passione per donne giovani e indifese.

## Titolo
Inizialmente il libro doveva intitolarsi "The saddest story", un chiaro riferimento all'incipit «Questa è la storia più triste che io abbia mai sentito». All'inizio della Prima Guerra Mondiale, l'editore richiese a Ford un nuovo titolo e allora Ford suggerì sarcasticamente il titolo attuale, Il buon soldato, che rimase.

## Analisi del testo
Un'attenta decostruzione del testo rivela l'inconsistenza di una narrazione che mostra i differenti e nascosti elementi della trama. Se il lettore sospende la propria fiducia nella voce narrante, la sensazione che lo invade è quella che egli stia confondendo i fatti, manipolandoli; un'altra percezione è che il protagonista non faccia nulla per tutto il libro.
Edward, "il buon soldato" della storia, funziona come un meccanismo per esplorare, valutare e mettere a confronto i vari personaggi principali. Che cosa significano "onore o "dovere"?  Che cos'è che separa il giusto dall'errato? A questi interrogativi non vengono date risposte esatte.

## Edizioni italiane
- il buon soldato, traduzione di Mario Guerra, Collana Narratori, Lerici Editore, 1960,  p. 281.  CDE, Milano, 1969.
- il buon soldato, traduzione di Guido Fink, Collana Universale Economica n.316, Milano, Feltrinelli, settembre 1960,  p. 242.  Collana Impronte n.18, Feltrinelli, 1984.
- Il buon soldato, traduzione di Guido Fink, Collana I Grandi Libri n.123, Milano, Garzanti, 1975,  pp. XVI-246, ISBN 978-88-11-58123-9.
- Il buon soldato, Introduzione e traduzione di Mario Materassi, Collana Tascabili, Milano, Bompiani, 1988-2002,  p. 256.
- Il buon soldato. Un racconto di passione, Introduzione di Enrico Terrinoni. Traduzione di Andrea Binelli, Collana I Meridiani.Paperback, Milano, Mondadori, 2015, ISBN 978-88-04-64731-7.